# سیروس مقدم
سیروس مقدّم (زادهٔ ۱ فروردینِ ۱۳۳۳) کارگردان ایرانی تلویزیون و سینمای ایران است که عمده فعالیت‌های او در ساخت مجموعه‌های تلویزیونی صورت گرفته است. مجموعهٔ تلویزیونی پایتخت از معروف‌ترین آثار او به‌شمار می‌رود که با طراحی محسن تنابنده در هفت فصل ساخته شده است.

## زندگی

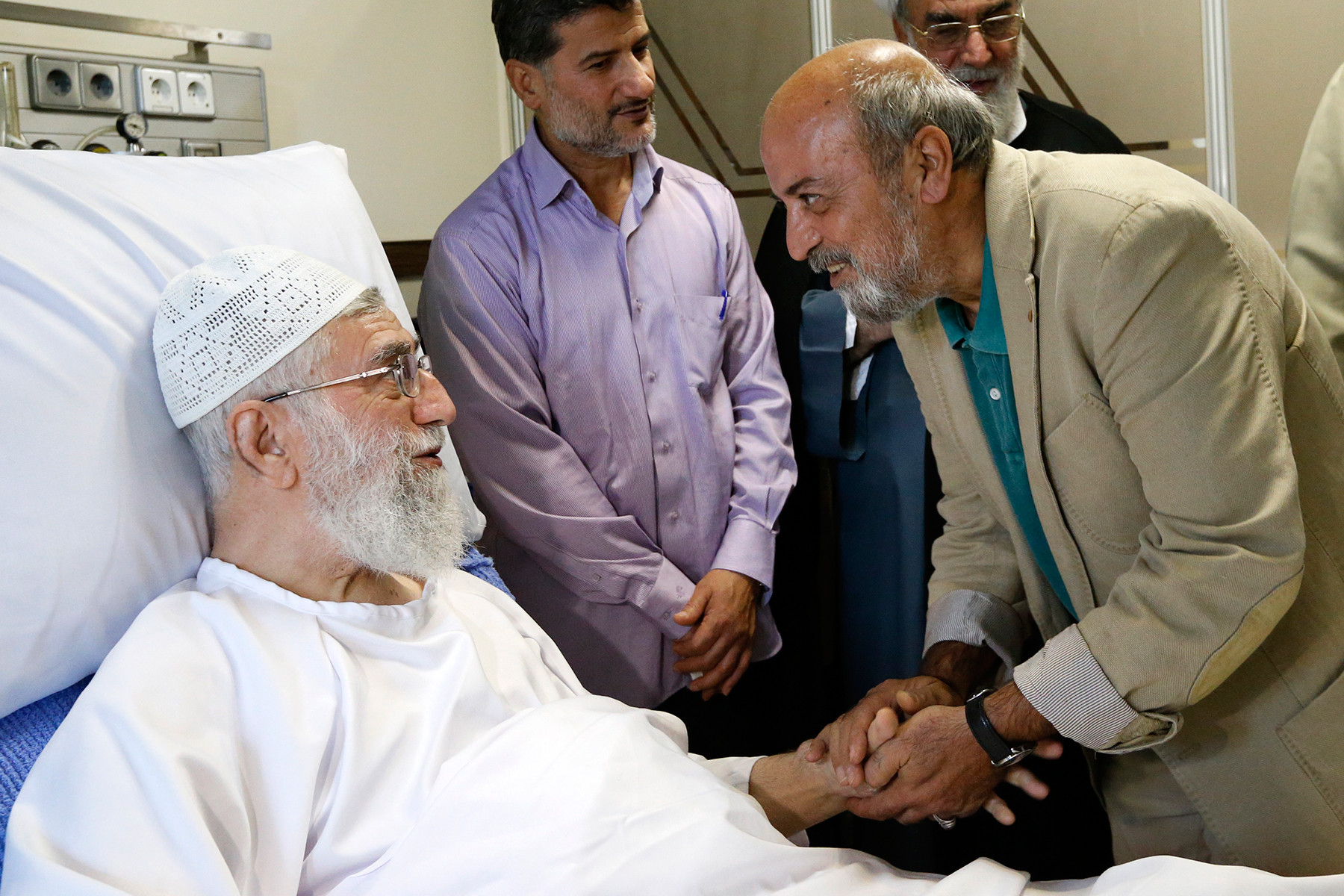
مقدم در حال عیادت از رهبر انقلاب اسلامی ایران ۲۰۱۴

سیروس مقدّم به سالِ ۱۳۳۳ در آبادان زاده شد. به خاطر شغل پدرش، در کرمانشاه و زاهدان هم مدّتی زندگی کرد و بعد از فوت پدرش، دوباره به آبادان برگشت و دیپلم خود را آن‌جا گرفت و سپس با قبولی در دانشگاه به تهران آمد. او فارغ‌التحصیل دبیرستان امیرکبیر آبادان و دانشکدهٔ هنرهای زیبا در رشتهٔ نقاشی است. فعالیتش را از سال ۱۳۵۵ با دستیاری کارگردان و طراحی صحنه و لباس را در مجموعهٔ تلویزیونی «دایی جان ناپلئون» آغاز کرد. همچنین خواهر او سوسن مقدم در آن مجموعه نقش لیلی دختر دایی جان را ایفا کرد. فعالیت در سینمای حرفه‌ای را از سال ۱۳۶۶ با فیلم «ردپایی بر شن» به عنوان منشی صحنه آغاز کرد. همچنین او در سریال امام علی دستیار داوود میرباقری نیز بوده است. وی همچنین همسر الهام غفوری (تهیه‌کننده) و پسرخاله ناصر تقوایی (کارگردان) است.
سیروس مقدم در ۱۸ سال (۱۳۷۶ تا ۱۳۹۴) ۲۹ سریال ساخته است. تهیه‌کنندگی اکثر این سریال‌ها را همسرش الهام غفوری برعهده داشته است. مقدم با سریال‌های به سوی افتخار و روزهای زندگی و «پلیس جوان» به شهرت رسید. از دیگر سریال‌های او می‌توان از اغماء، نرگس، روز حسرت، تاثریا، چاردیواری، میکائیل و پایتخت نام برد.

## آثار

### فیلم سینمایی
- شیخ مفید (۱۳۷۴)
- شکوه بازگشت (۱۳۷۱)
- گرگ‌های گرسنه (۱۳۷۰)

### نمایش خانگی
| سریال   | سال تولید | نویسنده        | تهیه‌کننده    |
| ------- | --------- | -------------- | ------------ |
| جزیره   | ۱۴۰۰      | علی طالب آبادی | منوچهر محمدی |
| خواب‌زده | ۱۳۹۷      | سعید نعمت‌الله  | الهام غفوری  |

### مجموعهٔ تلویزیونی
| تولید     | عنوان              | پخش                 | شبکه |
| --------- | ------------------ | ------------------- | ---- |
| ۱۴۰۳      | پایتخت ۷           | نوروز و رمضان ۱۴۰۴  | یک   |
| ۱۳۹۹–۱۳۹۸ | پایتخت ۶           | نوروز و زمستان ۱۳۹۹ | یک   |
| ۱۳۹۶      | پایتخت ۵           | نوروز ۱۳۹۷          | یک   |
| ۱۳۹۵      | علی‌البدل           | نوروز ۱۳۹۶          | یک   |
| ۱۳۹۴      | پایتخت ۴           | رمضان ۱۳۹۴          | یک   |
| ۱۳۹۳      | میکائیل            | بهار ۱۳۹۴           | یک   |
| ۱۳۹۳      | مدینه              | رمضان ۱۳۹۳          | یک   |
| ۱۳۹۲      | پایتخت ۳           | نوروز ۱۳۹۳          | یک   |
| ۱۳۹۲      | بچه‌های نسبتاً بد    | پاییز ۱۳۹۲          | یک   |
| ۱۳۹۱      | پایتخت ۲           | نوروز ۱۳۹۲          | یک   |
| ۱۳۹۱      | دیوار              | پاییز ۱۳۹۱          | یک   |
| ۱۳۹۰      | چک برگشتی          | نوروز ۱۳۹۱          | یک   |
| ۱۳۹۰      | تا ثریا            | پاییز ۱۳۹۰          | یک   |
| ۱۳۸۹      | پایتخت             | نوروز ۱۳۹۰          | یک   |
| ۱۳۸۹      | زیر هشت            | تابستان ۱۳۸۹        | یک   |
| ۱۳۸۸      | چاردیواری          | نوروز ۱۳۸۹          | یک   |
| ۱۳۸۸      | رستگاران           | تابستان ۱۳۸۸        | سه   |
| ۱۳۸۷      | روز حسرت           | رمضان ۱۳۸۷          | یک   |
| ۱۳۸۶      | پیامک از دیار باقی | نوروز ۱۳۸۷          | یک   |
| ۱۳۸۶      | اغماء              | رمضان ۱۳۸۶          | یک   |
| ۱۳۸۵      | پرواز در حباب      | پاییز ۱۳۸۵          | سه   |
| ۱۳۸۴      | نرگس               | تابستان ۱۳۸۵        | سه   |
| ۱۳۸۳      | ریحانه             | زمستان ۱۳۸۴         | سه   |
| ۱۳۸۳      | مزرعه کوچک         | زمستان ۱۳۸۳         | یک   |
| ۱۳۸۲      | بانویی دیگر        | نوروز ۱۳۸۳          | پنج  |
| ۱۳۸۱      | عروج               | رمضان ۱۳۸۱          | سه   |
| ۱۳۸۱      | مهر خاموش          | دههٔ فجر ۱۳۸۱        | پنج  |
| ۱۳۸۱      | دریایی‌ها           |                     | پنج  |
| ۱۳۸۰      | پلیس جوان          | زمستان ۱۳۸۰         | سه   |
| ۱۳۷۹      | وکیل               | ۱۳۸۱                | پنج  |
| ۱۳۷۹      | مسافر              | پاییز ۱۳۷۹          | پنج  |
| ۱۳۷۸–۱۳۷۷ | روزهای زندگی       | تابستان ۱۳۷۹        | سه   |
| ۱۳۷۷      | به سوی افتخار      | ایام جام جهانی ۱۳۷۷ | سه   |
| ۱۳۷۴      | خورشید شب          |                     | دو   |
| ۱۳۶۸      | با سلسله حکمت      |                     | یک   |

### فیلم ویدئویی
- ۱۳۸۵: مجلس آخرین ذبح اسماعیل
- ۱۳۸۵–۱۳۸۶: گوشه نشینان
- ۱۳۸۶: نیلوفر کبود
- ۱۳۸۷: کابوس
- ۱۳۸۷: روز بعد از خوشبختی
- ۱۳۸۷: لالایی برای بیداری
- ۱۳۸۹: زمانی برای شخم زدن
- ۱۳۸۹: زندگی خصوصی امیر

### مشاور کارگردان
- قسم (کارگردان محسن تنابنده - ۱۳۹۷)

### دستیار کارگردان
- آتش پنهان (۱۳۶۹)
- جدال بزر (۱۳۶۹)
- ای ایران (۱۳۶۸)

### دستیار صحنه
- دایی‌جان ناپلئون

### طراح صحنه و لباس
- گرگ‌های گرسنه (۱۳۷۰)
- جدال بزرگ (۱۳۶۹)
- آتش پنهان (۱۳۶۹)
- ای ایران (۱۳۶۸)

### فیلم‌نامه‌نویس
- سیرک بزرگ (۱۳۷۰)

### مدیر تولید
- امام علی (ع) (۷۵–۱۳۷۰)
- افسانه آه (۱۳۶۹)
- گروهبان (۱۳۶۹)
- شاخه‌های بید (۱۳۶۷)

### مدیر برنامه‌ریزی
- امام علی (ع) (۷۵–۱۳۷۰)
- جدال بزرگ (۱۳۶۹)
- روز واقعه (۱۳۶۹)